# David Draiman

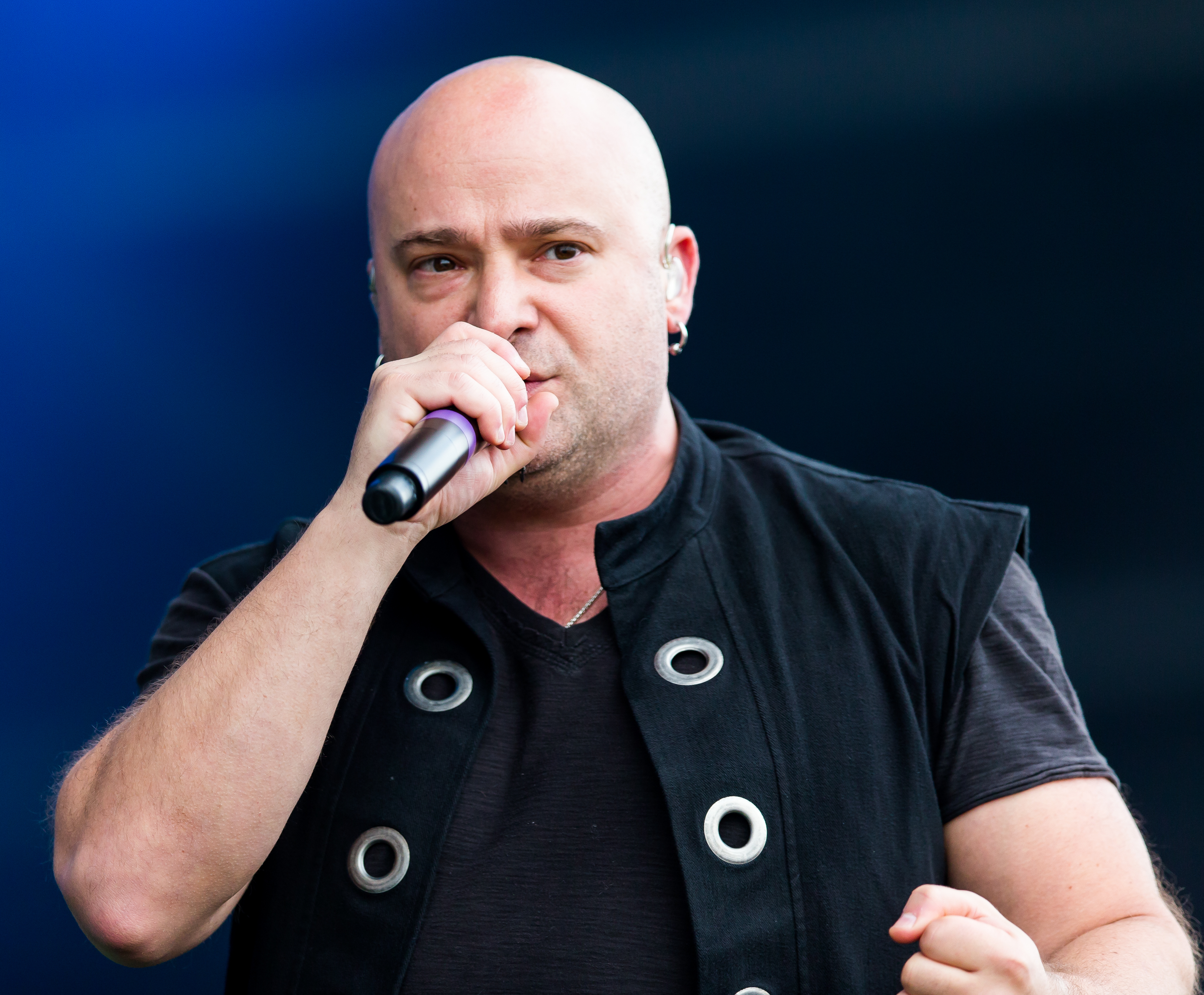
David Draiman (2016)

David Michael Draiman (* 13. März 1973 in Brooklyn, New York City) ist ein US-amerikanischer Sänger und Songwriter. Er ist Sänger der Metal-Bands Disturbed und Device.

## Leben
David Draiman wuchs in einer jüdisch-orthodoxen Familie auf und sollte nach dem Willen seiner Angehörigen Lehrer oder Arzt werden. Als Teenager besuchte Draiman fünf verschiedene jüdische High Schools, unter anderem in Milwaukee und Los Angeles, bevor er an der Ida Crown Jewish Academy in Chicago seinen Abschluss machte. Nach seiner Schulzeit studierte er Rechtswissenschaften an der Loyola University in Chicago und arbeitete als Verwaltungsangestellter im Gesundheitswesen. David Draiman war seit dem 25. September 2011 bis 2023 mit der Schauspielerin und ehemaligen Wrestlerin Lena Yada verheiratet. Am 12. September 2013 wurde ihr erster Sohn Samuel Bear Isamu Draiman geboren. Die Familie lebte jahrelang auf Hawaii, bevor sie im Jahre 2022 nach Florida umzog.
Für viele Jahre war ein Piercing zwischen Mund und Kinn das Markenzeichen von David Draiman. Im Jahre 2018 ließ er dieses Piercing entfernen, da es seiner Meinung nach Zeit dafür war. Außerdem würde „es sich komisch anfühlen, mit 45 noch so rumzurennen wie ein Hot-Topic-Teenager“. Draiman bezieht sich auf eine US-amerikanische Einzelhandelskette, die sich auf Jugendkultur spezialisiert, sich dabei aber kaum vom Mainstream distanziert.

## Karriere
Bevor er sich der Band Disturbed anschloss, war Draiman Mitglied in sieben verschiedenen Bands, die allerdings Punkrock spielten oder von den Red Hot Chili Peppers oder Faith No More beeinflusst waren. Eines Tages las Draiman eine Anzeige der Band Brawl, die einen neuen Sänger suchten. Bei einer Probe überraschte Draiman die Musiker damit, dass er keine Coverversion, sondern eigene Lieder singen wollte. Draiman wurde in die Band aufgenommen, die sich kurze Zeit später auf Draimans Vorschlag in Disturbed umbenannte. Mit Disturbed veröffentlichte Draiman sieben Studioalben und verkaufte weltweit mehr als 15 Millionen Alben. Im Sommer 2011 gab die Band bekannt, dass sie eine unbefristete Pause einlegen. Am 14. August 2015 startete Disturbed mit ihrem sechsten Album Immortalized ihr Comeback.
Ein Jahr später gründete Draiman zusammen mit dem ehemaligen Filter-Gitarristen Geno Lenardo die Industrial-Rock-Band Device, die am 5. April 2013 ihr Debütalbum veröffentlichten. Drei Jahre später schloss Draiman ein weiteres Studioalbum von Device aus. Draiman hat im Jahre 2013 als Gastsänger auf Megadeths Album Super Collider bei dem Lied Dance in the Rain mitgewirkt, und produzierte das Album Vengeance Falls der Band Trivium. Darüber hinaus trat Draiman als Gastmusiker bei der Band Saul und dem Rapper Hyro the Hero auf.

## Auszeichnungen
Das US-amerikanische Magazin Hit Parader listete Draiman im November 2006 auf Platz 42 der Liste der 100 besten Metal-Sänger aller Zeiten. Bei den Metal Hammer Awards 2018 wurde Draiman gemeinsam mit Judas Priest in der Kategorie Maximum Metal ausgezeichnet. Im Jahr 2024 erhielt er den „Award for outstanding contribution to the fight against antisemitism“, der gemeinsam von der israelischen Tageszeitung Jerusalem Post und der Zionistischen Weltorganisation verliehen wird.

## Kontroverse um die Unterstützung Israels
Anfang Juni 2024 erhielt David Draiman eine gemeinsame Auszeichnung der Jerusalem Post und der World Zionist Organization. Die Preisverleihung fand am 3. Juni 2024 während der Jahreskonferenz der Jerusalem Post in New York statt. Kurz darauf löste der Musiker eine große Kontroverse aus, als er auf seinem Instagram-Account ein Bild veröffentlichte, auf dem er während eines Besuchs einer Militärbasis in Israel eine Artilleriegranate der israelischen Armee mit dem Schriftzug „F**k Hamas“ signierte.  Kommentare sowohl von pro-palästinensischen als auch von pro-israelischen Anhängern überschwemmten seinen Instagram-Post. Einige äußerten Bedenken, dass die Granate unbeabsichtigt unschuldige Zivilisten verletzen könnte, während andere Draiman dafür kritisierten, dass er Krieg generell befürworte. The Nu Metal Agenda bezeichneten die Geste als „Entmenschlichung“ der Opfer des Konflikts und wies auf den Widerspruch zu den kriegsfeindlichen Texten in den Songs von Disturbed hin. Die Kontroverse hatte auch Auswirkungen auf spätere Veranstaltungen. Beim Knotfest in Chile 2024 sorgte das pro-zionistische Propagandabild von Draiman, auf dem er Granaten signiert und mit seiner Frau und der Armee auf Panzern posiert, für Spannungen, und die Veranstalter verboten aufgrund möglicher Proteste palästinensische Flaggen. Beim Abschiedskonzert der Band Black Sabbath am 5. Juli 2025 in Birmingham, wo er neben zahlreichen weiteren Größen der Rock- und Heavy-Metal-Szene auftrat, wurde Draiman von einem Teil des Publikums mit Buhrufen empfangen.

## Diskografie
mit Disturbed
mit Device
- 2013: Device

als Gastmusiker
- 2013: Megadeth – Dance in the Rain auf dem Album Super Collider
- 2020: Saul – King of Misery auf dem Album Rise as Equals
- 2020: Hyro the Hero – We Believe
- 2021: Nita Strauss – Dead Inside
- 2024: Nothing More – Angel Song

als Produzent
- 2013: Trivium – Vengeance Falls